# مرکز نمایشگاهی ارلز کورت
مرکز نمایشگاهی ارلز کورت (انگلیسی: Earls Court Exhibition Centre) یک مرکز برگزاری کنفرانس و نمایشگاه در لندن بوده است.
این مرکز برای اولین بار در سال ۱۸۸۷ ساخته شده و در سال ۱۹۳۷ تجدید بنا شده و در دسامبر ۲۰۱۴ برای ساخت ساختمان‌های جدید بسته شده است. مرکز ارلز کورت میزبان رویدادهای مهمی همچون بازی‌های المپیک تابستانی ۱۹۴۸ و ۲۰۱۲ بوده است. ایستگاه مترو ارلز کورت و ایستگاه برومتون غربی در نزدیک این مرکز قرار دارد.